# Гідрозабивка шпурів
Гідрозабивка шпурів (рос. гидрозабойка шпуров, англ. hydraulic tamping of blasthole, hydraulic tamping of shothole (borehole); нім. Wasserbesatz m den Bohrloch n) — спосіб боротьби з пилом при вибухових роботах, що полягає в заміні глиняного ущільнення заряду ВР в шпурі водою (здебільшого в поліетиленових ампулах), що при вибуху розпорошується і змочує пил та дуже подрібнену гірську породу в зоні бризантної дії ВР. Г.ш. призначена для боротьби з займанням пилу та газу при вибуховому способі відбійки гірських порід.